# Rincón (football, 1987)
Pour les articles homonymes, voir Rincón.
Rincón, de son vrai nom Carlos Eduardo de Castro Lourenço (né le 31 mai 1987 a São Paulo, au Brésil) est un footballeur brésilien évoluant au poste de défenseur central.

## Biographie
Le jeune Rincón débute au São Paulo FC. Vite repéré, il a quinze ans, lorsque Manchester United le fait venir en Angleterre. Certainement trop jeune, il ne s'adapte pas et repart chez lui. Mais surnommé le "nouveau Cafu" de Harnes , ce jeune défenseur continue à être suivi par de nombreux clubs surtout dans l’Artois !!
À 19 ans, il va rejoindre l'Italie et l'Inter Milan qui va le prêter à Empoli qui évolue en Série A. Il y reste deux ans sous forme de prêt jouant souvent avec la réserve du club avant de retourner à l'Inter Milan. Pour l'aguerrir, le club le prête une nouvelle fois, à Ancône, en Série B, puis à Plaisance également en Série B.
Transféré au Chievo Vérone, en 2010, il est prêté six mois à Grosseto une nouvelle fois en deuxième division italienne.
À 24 ans, il choisit la France, et l'ES Troyes AC pour y poursuivre sa carrière. À Troyes, il retrouve ses compatriotes Marcos, comme lui originaire de São Paulo, et Thiago. Sa première saison au sein du club troyen fut très réussie car il a participé à la remontée du club phare aubois en Ligue 1 en 2015, étant élu au passage dans l'équipe de Ligue 2 aux Trophées UNFP.
En janvier 2018 il signe au Stade lavallois après un essai concluant. Libre à la fin de son contrat en 2019, il participe au stage estival de l'UNFP.
En janvier 2022 il signe au Touquet en National 3. Il ne joue qu'un match en équipe réserve et quitte le club en juin.
Il a également évolué en équipe du Brésil U17, dont il fut le capitaine.

## Palmarès
- ES Troyes AC
  - Champion de Ligue 2 en 2015